# パリ警視庁:未成年保護部隊
『パリ警視庁:未成年保護部隊』（パリけいしちょう みせいねんほごぶたい、Polisse）は2011年のフランスの社会派映画。監督はマイウェン、出演はカリン・ヴィアールとジョーイ・スタールなど。パリ警視庁で様々な犯罪から未成年を守る未成年保護班の警官たちの姿を公私に渡ってリアルに描いた異色作である。第64回カンヌ国際映画祭で審査員賞を受賞した他、第37回セザール賞で作品賞をはじめとする13部門でノミネートされ、有望女優賞（ネドラ・アヤディ）と編集賞を受賞している。
日本では劇場未公開だが、2013年5月26日にWOWOWで放送された他、2015年2月6日にDVDが発売された。

## ストーリー
虐待、売春、誘拐などありとあらゆる犯罪から未成年を守るパリ警視庁未成年保護班に、内務省からの依頼で写真集を作るため、女性カメラマンのメリッサが同行することになる。
保護班が扱う様々な事件が描かれるのと並行して、犯罪に巻き込まれる子供たちが絶えない状況に無力感や強いストレスを感じながらも、熱意を持って仕事に取り組む保護班メンバーたちの公私に渡る姿が描かれる。また、保護班が麻薬班などの他の部署に比べて警察内で軽視されている状況なども描かれる。
最後に、女性警部補イリスがグループ長に昇進することが発表され、仲間たちが祝福する中、イリスが唐突に窓から飛び降りて自殺してしまうところで物語は終わる。

## キャスト

### 未成年保護班
ナディーヌ・デル - カリン・ヴィアール
警部補。夫と離婚。
フレッド - ジョーイ・スタール
熱血漢の刑事。妻子と別居中。
イリス・ラングロワ - マリーナ・フォイス
警部補。ナディーヌの相棒。男女関係に対して潔癖。
子供を望むものの、夫との関係が上手く行っておらず、摂食障害を患っている。
マチュー - ニコラ・デュヴォシェル
若手刑事。プレイボーイ。
クリス - カロル・ロシェール
女性刑事。マチューの相棒。他課の刑事である夫の子を妊娠中。
マチューと過去に関係あり。
スー・エレン - エマニュエル・ベルコ
女性刑事。
バルー - フレデリック・ピエロ
未成年保護班リーダー。部下からは「パパ」と呼ばれている。
バマコ - アルノー・アンリエ
中堅刑事。
ノラ - ネドラ・アヤディ
イスラム系の女性刑事。
ガブリエル - ジェレミー・エルカイム
若手刑事。少々理屈っぽい。
ボーシャール - ウラディミール・ヨルダノフ
バルーの上司。未成年保護班を少々軽視している。
マルク - アラン・アタル
ベテラン刑事。髭面。自分のヌード動画を撮った少女を尋問・説教する。

### その他
メリッサ・ザイア - マイウェン
未成年保護班に同行している女性カメラマン。フレッドと恋仲に。
フランチェスコ - リッカルド・スカマルチョ
メリッサの双子の娘の父親であるイタリア人男性。
メリッサのアパートの道路を挟んだ向かいのアパートに暮らしている。
フーブレイス夫人 - サンドリーヌ・キベルラン
夫の娘への性的虐待を告発した女性。
メリッサの妹 - ルー・ドワイヨン

## 作品の評価

### 映画批評家によるレビュー
Rotten Tomatoesによれば、84件の評論のうち、87%にあたる73件が高く評価しており、10点満点中6.85点を得ている。
Metacriticによれば、25件の評論のうち、高評価は19件、賛否混在は6件、低評価はなく、平均して100点満点中74点を得ている。
アロシネによれば、30件のメディアによる評価は平均して5点満点中3.7点である。

### 受賞歴
| 映画祭・賞             | 部門             | 候補                                                           | 結果       |
| ---------------------- | ---------------- | -------------------------------------------------------------- | ---------- |
| 第64回カンヌ国際映画祭 | パルムドール     |                                                                | ノミネート |
| 第64回カンヌ国際映画祭 | 審査員賞         |                                                                | 受賞       |
| 第37回セザール賞       | 作品賞           |                                                                | ノミネート |
| 第37回セザール賞       | 監督賞           | マイウェン                                                     | ノミネート |
| 第37回セザール賞       | 主演女優賞       | マリーナ・フォイス                                             | ノミネート |
| 第37回セザール賞       | 主演女優賞       | カリン・ヴィアール                                             | ノミネート |
| 第37回セザール賞       | 助演男優賞       | ニコラ・デュヴォシェル                                         | ノミネート |
| 第37回セザール賞       | 助演男優賞       | ジョーイ・スタール                                             | ノミネート |
| 第37回セザール賞       | 助演男優賞       | フレデリック・ピエロ                                           | ノミネート |
| 第37回セザール賞       | 助演女優賞       | カロル・ロシェール                                             | ノミネート |
| 第37回セザール賞       | 有望女優賞       | ネドラ・アヤディ                                               | 受賞       |
| 第37回セザール賞       | 撮影賞           | ピエール・エイム                                               | ノミネート |
| 第37回セザール賞       | オリジナル脚本賞 | マイウェン エマニュエル・ベルコ                                | ノミネート |
| 第37回セザール賞       | 編集賞           | ロール・ガルデット ヤン・ドゥデ                                | 受賞       |
| 第37回セザール賞       | 音響賞           | ニコラ・プロヴォス リム・デバル＝ムニール エマニュエル・クロゼ | ノミネート |